# Symplocos coreana
Symplocos coreana là một loài thực vật có hoa trong họ Dung. Loài này được (H. Lév.) Ohwi miêu tả khoa học đầu tiên năm 1953.